# Arenaria interpres

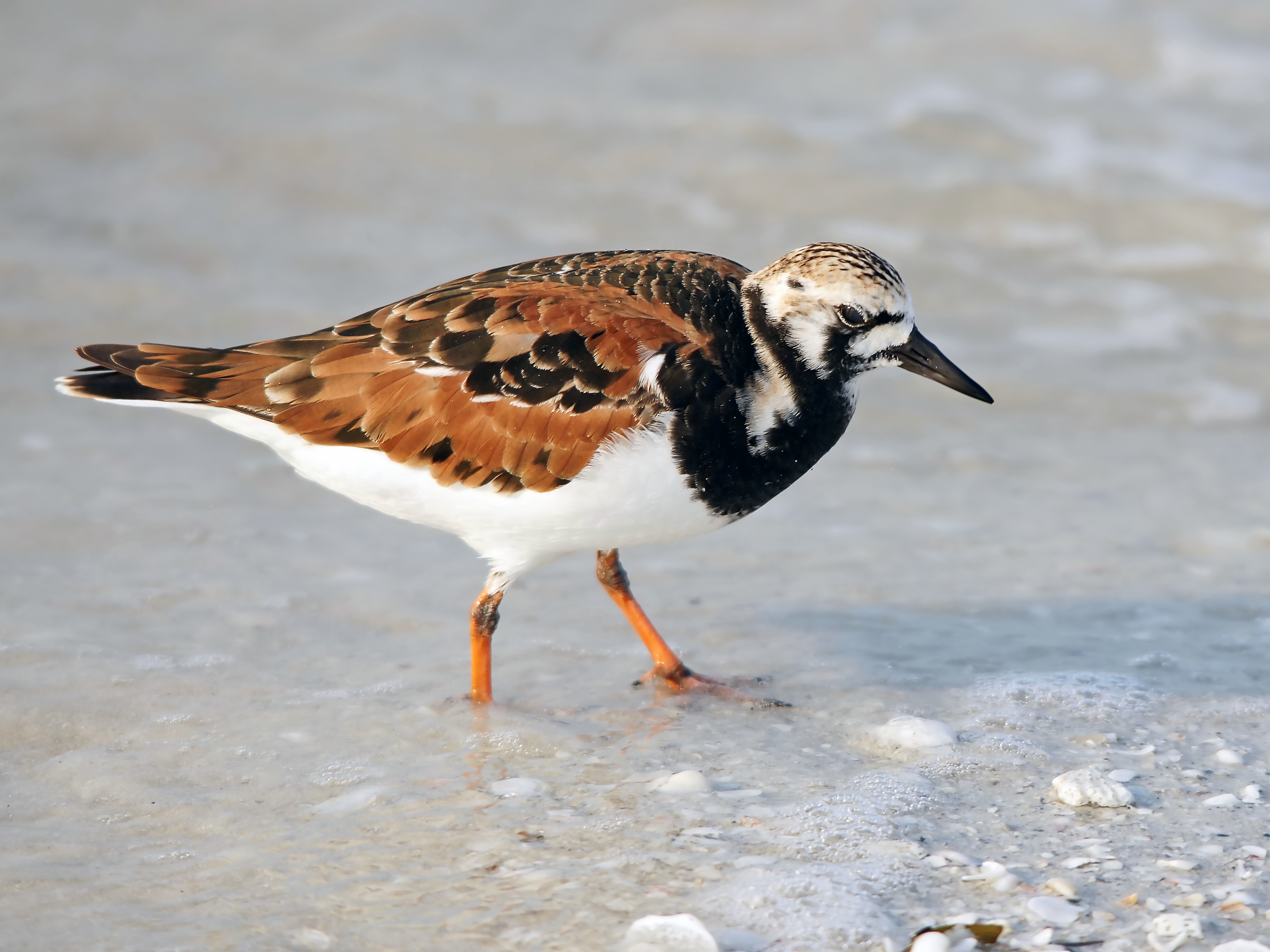
Adulto em plumagem do período reprodutor.

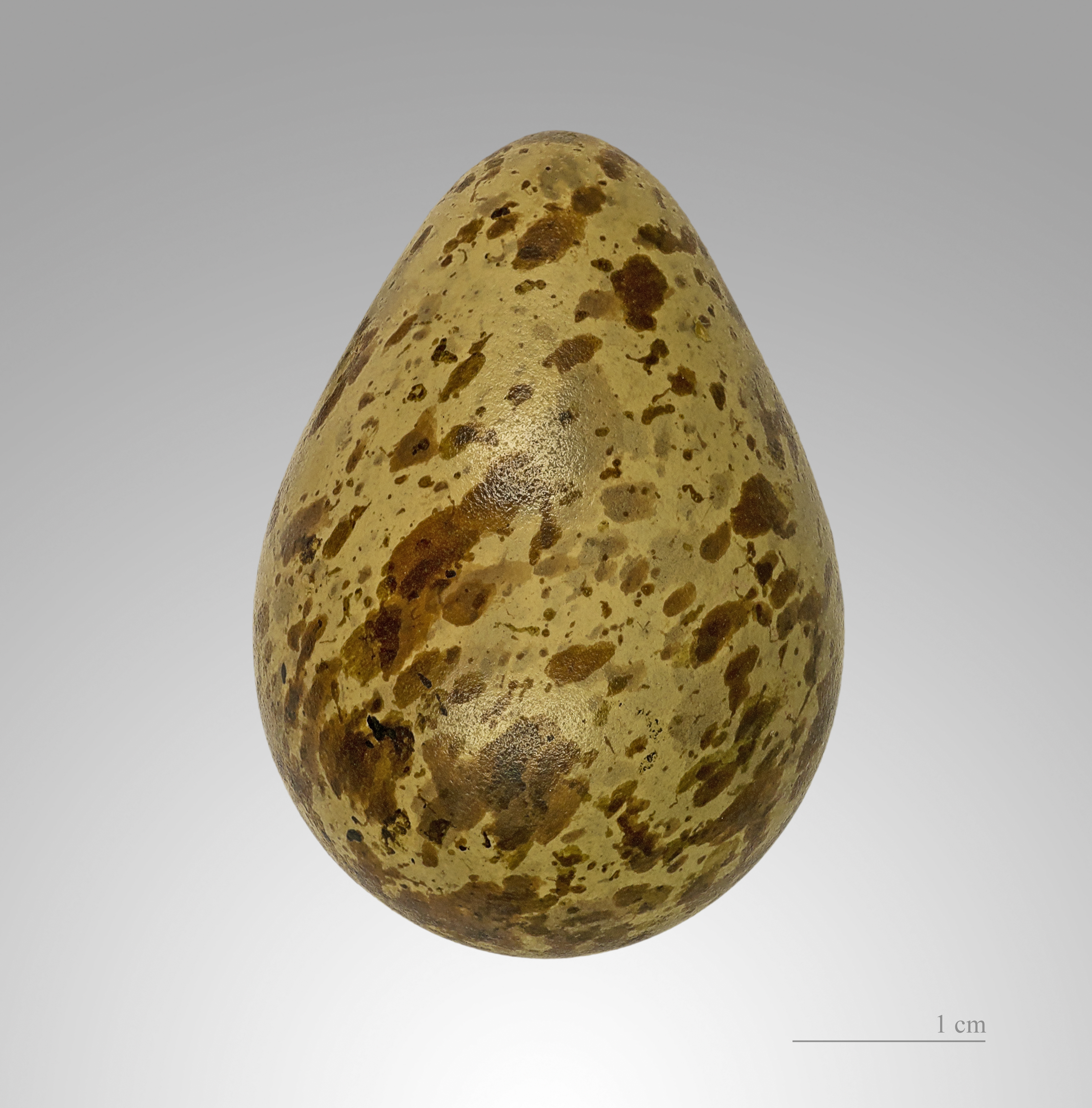
Ovo de Arenaria interpres (MHNT).

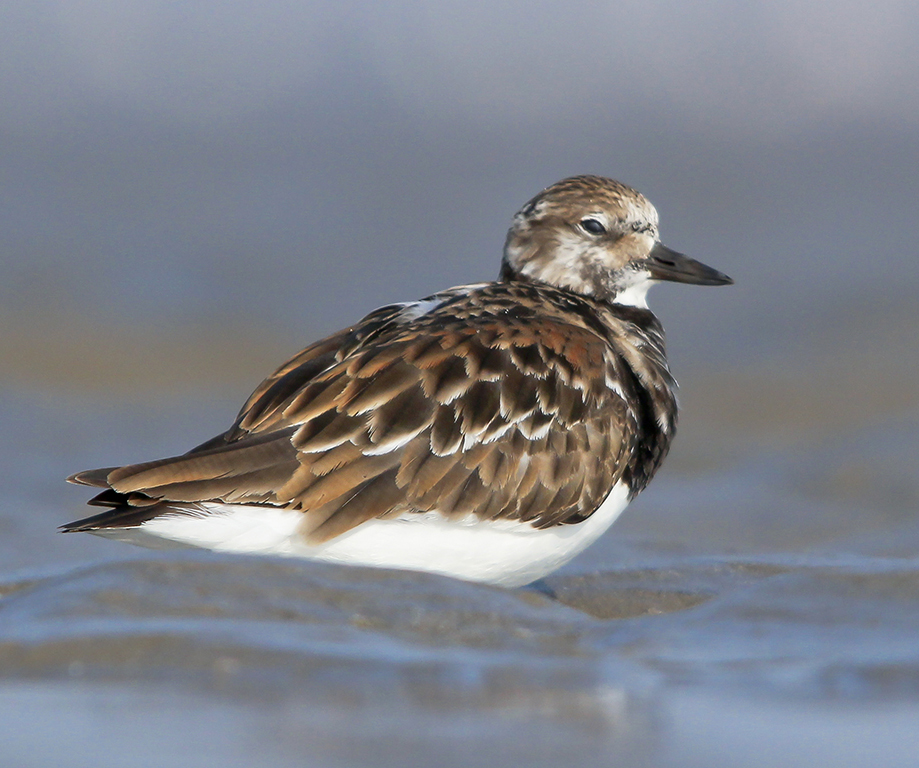
Em Kutch, Gujarat (Índia).

Arenaria interpres comummente conhecida como rola-do-mar, vira-pedras ou rola-do-mar-comum,  é uma espécie de pequenas aves limícolas pertencente à família Scolopacidae da ordem Charadriiformes, caracterizada pelas patas laranja-vivo.

## Nomes comuns
Dá ainda pelos seguintes nomes comuns: pilha, pírula, rolinha e rola-marinha.

## Taxonomia
Esta espécie foi descrita por Carlos Linnaeus, em 1758, na 10.ª edição do Systema Naturae.

### Etimologia
O nome genérico, «Arenaria» , é de origem latina e deriva de arenarius, "o que habita na areia; arenado".
O epíteto específico «interpres» significa 'mensageiro' ou 'intérprete' e foi adoptado quando Linnaeus, que descreveu a espécie quando visitava Gotland em 1741, pensou que a palavra sueca tolk, 'intérprete', se aplicava a esta espécie, embora no dialecto local a palavra signifique "pernas" e seja usada para designar a rola-do-mar-comum ou perna-vermelha (Tringa totanus).

## Descrição
A espécie Arenaria interpres é uma pequena ave limícola, sendo a mais característica das duas espécies de rola-do-mar pertencentes ao género Arenaria.
É um pássaro bastante pequeno e encorpado, com 20–24 cm de comprimento, uma envergadura de 50–57 cm e um peso de  85-150 g quando adulto. O bico é escuro e em forma de cunha, com 2-2,5 cm de comprimento e ligeiramente arrebitado. As pernas são bastante curtas, com 3,5–5 cm de comprimento e com coloração laranja brilhante.
Em todas as estações, a plumagem é dominada por um padrão de preto e branco, semelhante ao clássico padrão das vestes de arlequim. Aves reprodutoras têm as partes superiores da plumagem com largas manchas castanho-avermelhadas com marcas pretas no seu interior. A cabeça é principalmente branca, com listras pretas na coroa e um padrão preto no rosto. O peito é principalmente preto, além de uma mancha branca nas laterais. O resto da parte ventral é recoberto por plumagem branca. Em voo, revela uma barra alar branca, mancha branca perto da base da asa e a parte inferior da região dorsal branca, garupa e cauda com bandas escuras nas cobertas superiores e perto da ponta da cauda. A fêmea tem plumagem ligeiramente mais baça que o macho e tem a cabeça mais acastanhada e com mais estrias.
Os adultos que não se encontram em fase reprodutiva apresentam plumagem mais baça e menos colorida do que os reprodutores, com as partes superiores castanho-acinzentadas escuras com manchas pretas e a cabeça escura com pouco branco. As aves juvenis apresentam a cabeça castanho-claro e barras pálidas nas penas da região dorsal, criando uma impressão escamosa.
A rola-do-mar tem um grito de chamada staccato rápido e barulhento e uma chamada de alarme trepidante que é principalmente usada durante a estação de procriação.
A espécie está presentemente classificada na família Scolopacidae, mas anteriormente foi colocada na família Charadriidae.

### Subespécies
São reconhecidas 2 subespécies:
- A. i. interpres - norte da Eurásia, Gronelândia, Alasca e parte do árctico canadiano;
- A. i. morinella - árctico canadiano a sul do paralelo 74º N.

As aves da subespécie morinella são mais pequenas com o dorso mais escuro e menos estrias na cabeça.

### Distribuição
A espécie alimenta-se geralmente em zonas rochosas à beira-mar, muitas vezes virando pequenas pedras para procurar os pequenos invertebrados que fazem parte da sua dieta.
É uma ave altamente migratória, reproduzindo-se no norte da Eurásia e América do Norte, geralmente a não mais do que alguns quilómetros do mar, e voando ao sul para o inverno, período em que frequenta as costas quase em todo o mundo. A espécie inverna nas costas da Europa central e meridional. Em Portugal é comum ao longo da costa atlântica, especialmente durante o final do inverno. É a única espécie de rola-do-mar que ocorre em grande parte da sua região de distribuição natural, sendo por isso conhecida nas regiões marítimas lusófonas simplesmente como rola-do-mar.
A subespécie A. i. morinella ocorre no norte do Alasca e na costa do Ártico do Canadá até ao leste da ilha de Baffin. A subespécie A. i. interpres reproduz-se no oeste do Alasca, ilha Ellesmere, Gronelândia, Noruega, Dinamarca, Estónia e norte da Rússia. Antigamente nidificava nas costas do Báltico desde a costa da Alemanha à Finlândia e possivelmente também nidificou nas costas da Escócia e ilhas Faroe.
Nas Américas, a espécie inverna nas costas dos estados de Washington e Massachusetts, deslocando-se ocasionalmente em direcção ao sul até ao extremo sul da América do Sul, embora seja escassa em partes do sul do Chile e Argentina e é apenas uma ave de arribação não confirmada nas ilhas Falkland.
Na Europa, inverna nas regiões ocidentais da Islândia e nas costas continentais da Noruega e Dinamarca para o sul. Apenas alguns espécimes são encontrados nas costas do Mediterrâneo. Em África, é comum até às costas da África do Sul, com bons números em muitas ilhas. Na Ásia, a espécie está difundida nas costas para o sul do Extremo Oriente, com pássaros invernando até do norte ao sul da China e Japão (principalmente nas ilhas Ryukyu). Ocorre no sul da Tasmânia e Nova Zelândia e está presente em muitas ilhas do Pacífico. Algumas aves não reprodutoras permanecem o ano todo em muitas partes da região de invernagem, com algumas dessas aves ainda se reproduzindo na primavera e no verão.

### Ecologia
A espécie tem uma dieta variada, que inclui carniça, ovos e material vegetal, mas alimenta-se principalmente de invertebrados. Os insectos são particularmente importantes na época de reprodução. Em outras ocasiões, também consome crustáceos, moluscos e vermes. Muitas vezes, vira pedras e outros objectos para recolher as presas escondidas por debaixo, comportamento que deu a origem ao nome comum de "vira-pedras". Normalmente, alimenta-se em bandos.
Estas aves também foram observadas atacando os ovos de outras espécies de aves, como gaivotas, garajaus, patos e até mesmo outras espécies do género Arenaria, embora esse comportamento seja incomum. Na maioria dos casos observados, as rolas-do-mar geralmente saqueiam ninhos indefesos ou não assistidos, perfurando as cascas dos ovos com seus bicos para chegar até ao conteúdo interno.
A espécie desenvolve uma grande variedade de comportamentos para localizar e capturar presas. Esses comportamentos podem ser agrupados em seis categorias gerais:
- Roteamento — a espécie manipula pilhas de algas marinhas através de sacudidelas, escavações e bicadas para expor pequenos crustáceos ou gastrópodes e outros pequenos moluscos escondidos sob essas algas;
- Viragem de pedras — como sugerido pelo seu nome comum, a ave vira pedras com o bico para descobrir litorinídeos e anfípodes que se abrigam sob as rochas;
- Escavação — com pequenos golpes do bico, o animal escava buracos no substrato (geralmente areia ou lama) e depois bica a presa exposta, muitas vezes pulgões da areia ou moscas das algas;
- Sondagem — o animal insere o bico mais de um quarto de comprimento no solo para chegar aos litorinídeos e pequenos gastrópodes enterrados;
- Sondagem por percussão — o animal fende a concha da sua presa usando o bico como um martelo e extrai o animal debicando e sondando;[16]
- Debicar na superfície — o animal com bicadas curtas e pouco profundas (menos de um quarto de comprimento do bico) recolhe a presa na superfície ou logo abaixo dela.

Há evidências de que a espécie alterna entre esses diversos comportamentos alimentares com base na preferência individual, sexo e até estatuto social em relação a outros espécimes. Numa população estudada, os indivíduos dominantes tendiam a se envolver no roteamento, evitando que os subordinados fizessem o mesmo. Quando esses indivíduos dominantes foram temporariamente removidos, alguns dos subordinados começaram a pesquisar usando essa técnica, enquanto outros não encetaram qualquer mudança na estratégia de alimentação.

### Agressão e defesa do território
Quando forrageando, estes animais adoptam diferentes posturas corporais indicativas do seu nível de dominância. Uma cauda rebaixada e uma postura curvada estão associadas à perseguição e agressão e, portanto, a um indivíduo dominante. Domínio em agressão está relacionado com a idade, com juvenis assumindo o papel subordinado uma quantidade desproporcional do tempo.
Os padrões de plumagem dos espécimes exibem uma quantidade incomum de variação em comparação com outras aves limícolas. Os membros da espécie usam esses padrões únicos de plumagem para reconhecer indivíduos e distinguir intrusos que entrem no seu território de vizinhos que ocupam territórios adjacentes. Quando um modelo de ave em fibra de vidro é colocado no território de uma ave, é menos provável que o ocupante responda agressivamente se o modelo for pintado para ter o padrão de plumagem de uma ave que ocupe um território vizinho.

### Ecologia
A espécie apresenta elevada plasticidade ecológica e pode sobreviver numa ampla gama de condições de habitat e clima, desde as condições do Ártico até às costas de clima tropical. O habitat típico de reprodução é a tundra aberta com água nas proximidades. Fora da época de reprodução, espécimes são encontrados ao longo das costas, particularmente nas costas rochosas ou pedregosas. É frequentemente encontrado em estruturas construídas, tais como quebra-mares e cais. Pode-se aventurar em áreas arrelvadas abertas perto da costa. Alguns exemplares aparecem por vezes nas terras húmidas do interior, especialmente durante as migrações da primavera e do outono.
Em termos de sites de inverno, os espécimes são particularmente fiéis a locais específicos. Um estudo publicado em 2009 examinou os animais encontrados ao longo de um trecho do litoral do Firth of Clyde. Constatou-se que 95% das aves residentes na área no final do inverno retornaram no outono seguinte. O mesmo estudo também confirmou a espécie como uma das espécies de aves mais longevas, com taxas anuais de mortalidade de menos de 15%. O tempo de vida médio é de 9 anos, com 19 anos e 2 meses sendo o mais longo período de vida registado.

### Reprodução

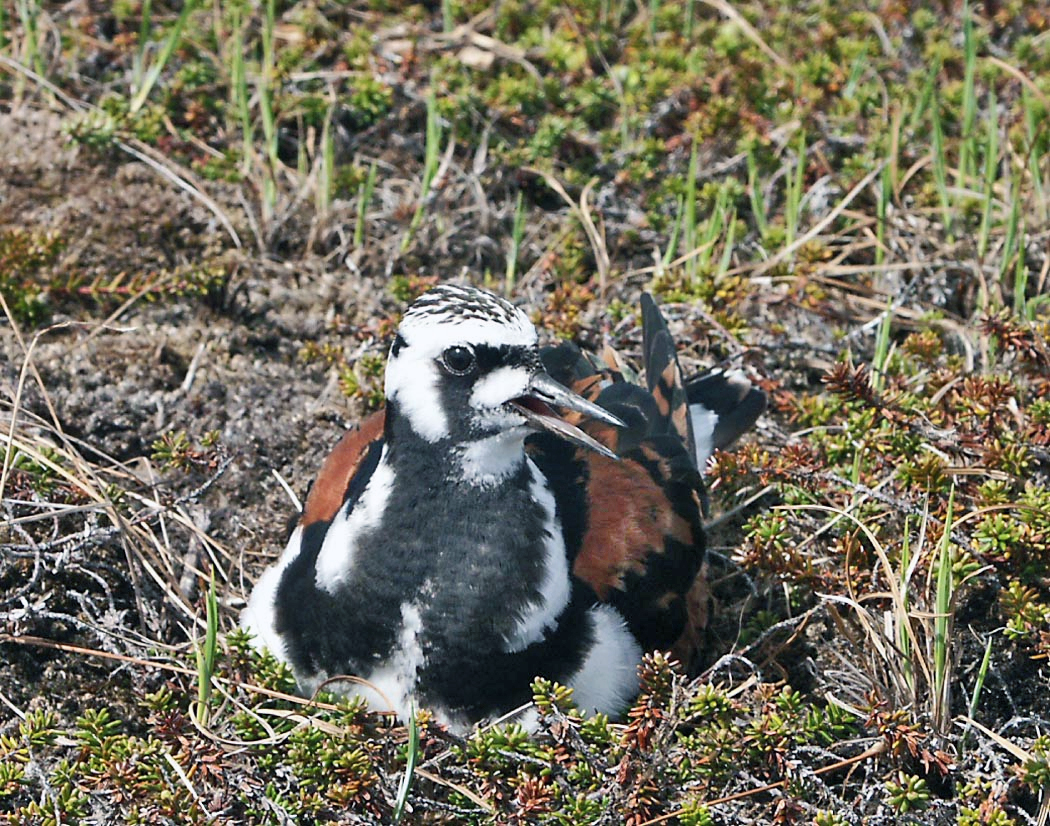
Adulto no ninho (com a plumagem do período reprodutivo).

A espécie é uma ave monogâmica e os casais podem permanecer juntos por mais de uma estação reprodutiva. O ninho é uma pequena escavação rasa, muitas vezes com um forro de folhas. Mede cerca de 11 cm de diâmetro e tem apenas cerca de 3 cm de profundidade. Pode ser construído entre vegetação ou em solo pedregoso ou rochoso. Vários pares podem nidificar juntos.
Cada par produz em cada estação reprodutora uma única ninhada de dois a cinco ovos, com quatro sendo o número mais comum. Os ovos medem aproximadamente 41 x 29 mm e pesam em torno de 17,9 g. Os ovos são lisos, ligeiramente brilhantes e ovais, em forma de pera. Embora sejam de coloração variável, são geralmente de um verde-acastanhado pálido, com marcas castanhas e escuras, mais densas na extremidade maior. A incubação começa quando o primeiro ovo é colocado e dura de 22 a 24 dias. A fêmea é a principal responsável pela incubação dos ovos, mas o macho pode ajudar na fase final.
As aves jovens são precociais e capazes de deixar o ninho logo após a eclosão. Os juvenis apresentam coloração dorsal castanho-amarelada com marcas cinzento-escuras e são esbranquiçados na zona ventral. São capazes de se alimentar, mas são protegidos pelos pais, particularmente o macho. Abandonam o ninho depois de 19 a 21 dias.

## Estatuto de conservação
De acordo com a União Internacional para a Conservação da Natureza (IUCN), a população desta espécie é presentemente muito estável. As pesquisas do Environment Canada sugerem que, de facto, diminuíram em abundância em relação à década de 1970, e enfrentam uma variedade de ameaças durante a migração e o inverno. Estima-se que a população canadiana é de 100 000 a 500 000 adultos.
O Canadian Wildlife Service estima que a população mundial seja de 449 000 e que 235 000 se reproduzem na América do Norte, enquanto os restantes se distribuem por todas as regiões do Árctico. No presente são muito comuns e generalizados e o seu alcance remoto de reprodução e ampla região de invernagem devem ajudar para que esta espécie permaneça uma espécie comum.

## Galeria

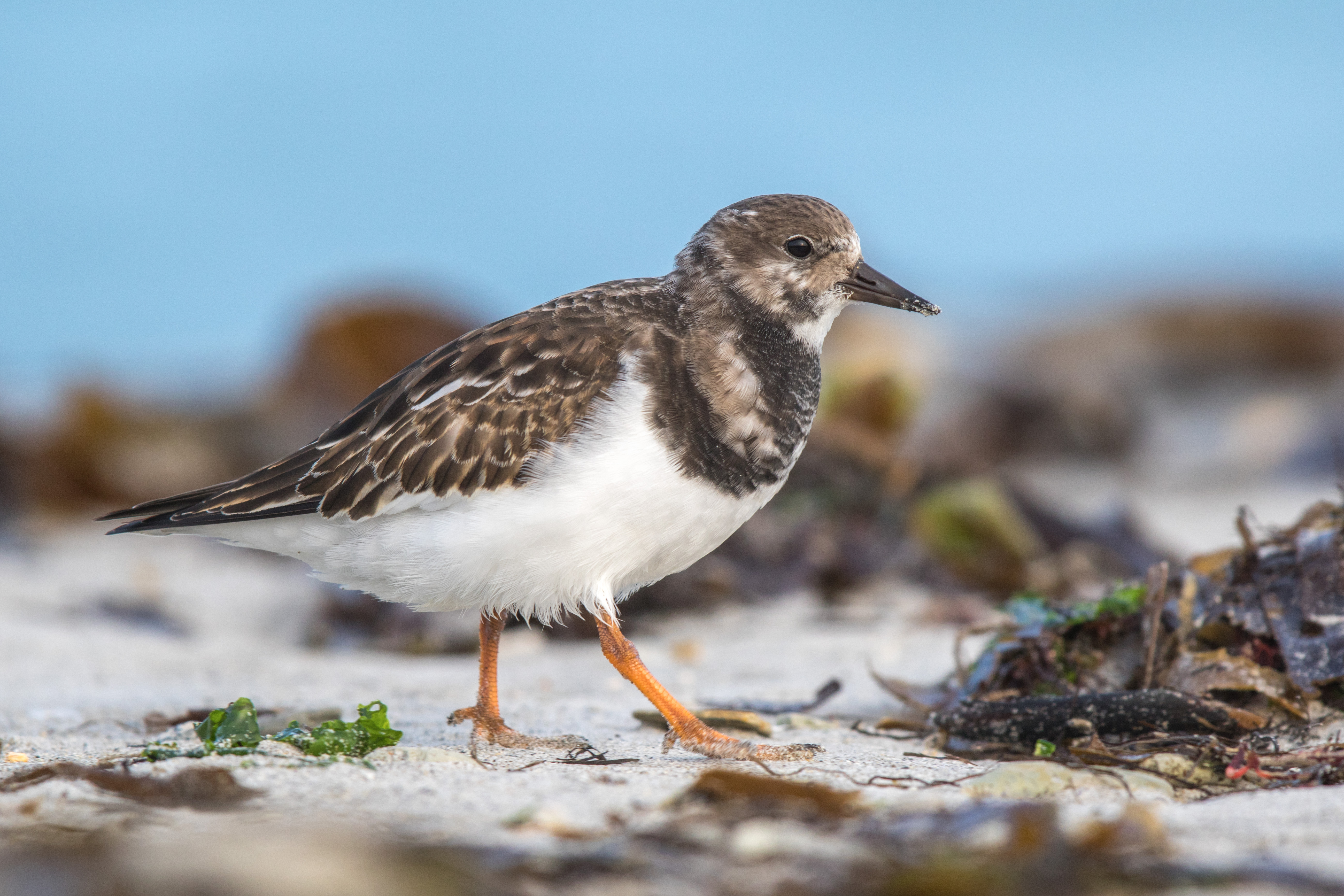
Em Helgoland, Mar do Norte.
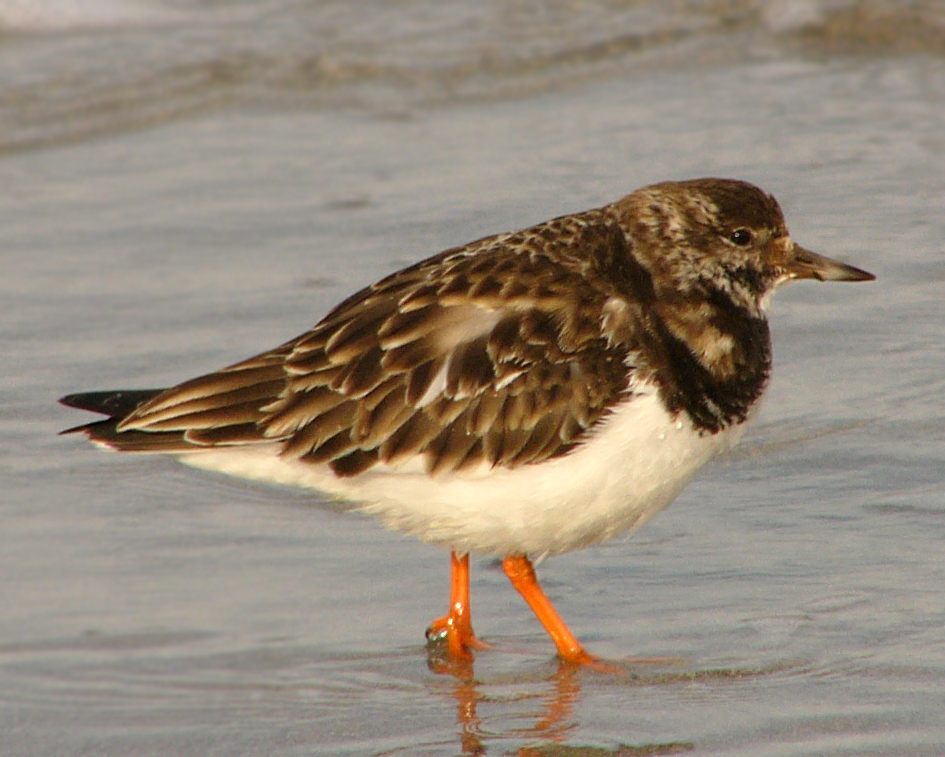
Com plumagem do período não reprodutivo.
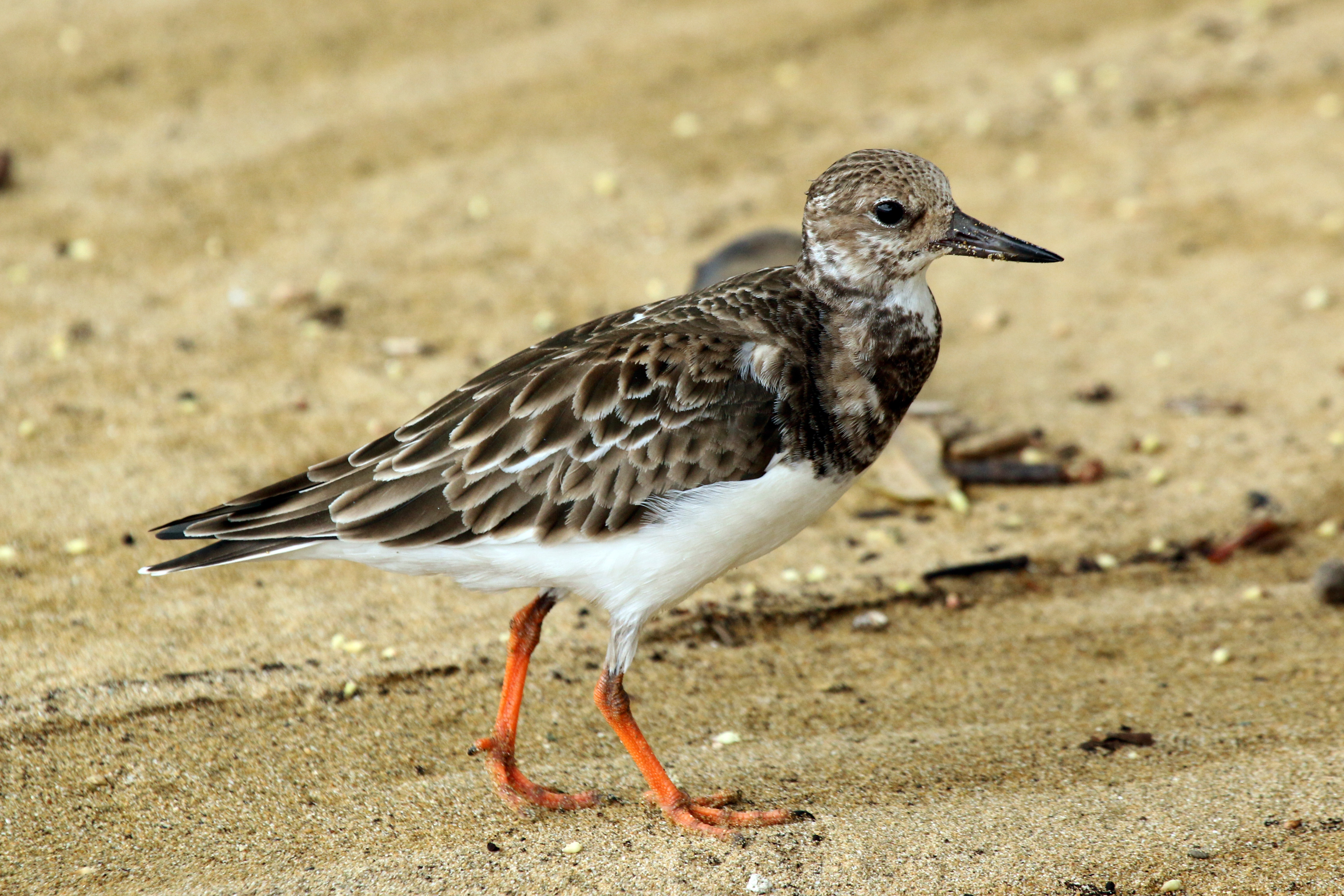
A subespécie A. i. morinella em Tobago.
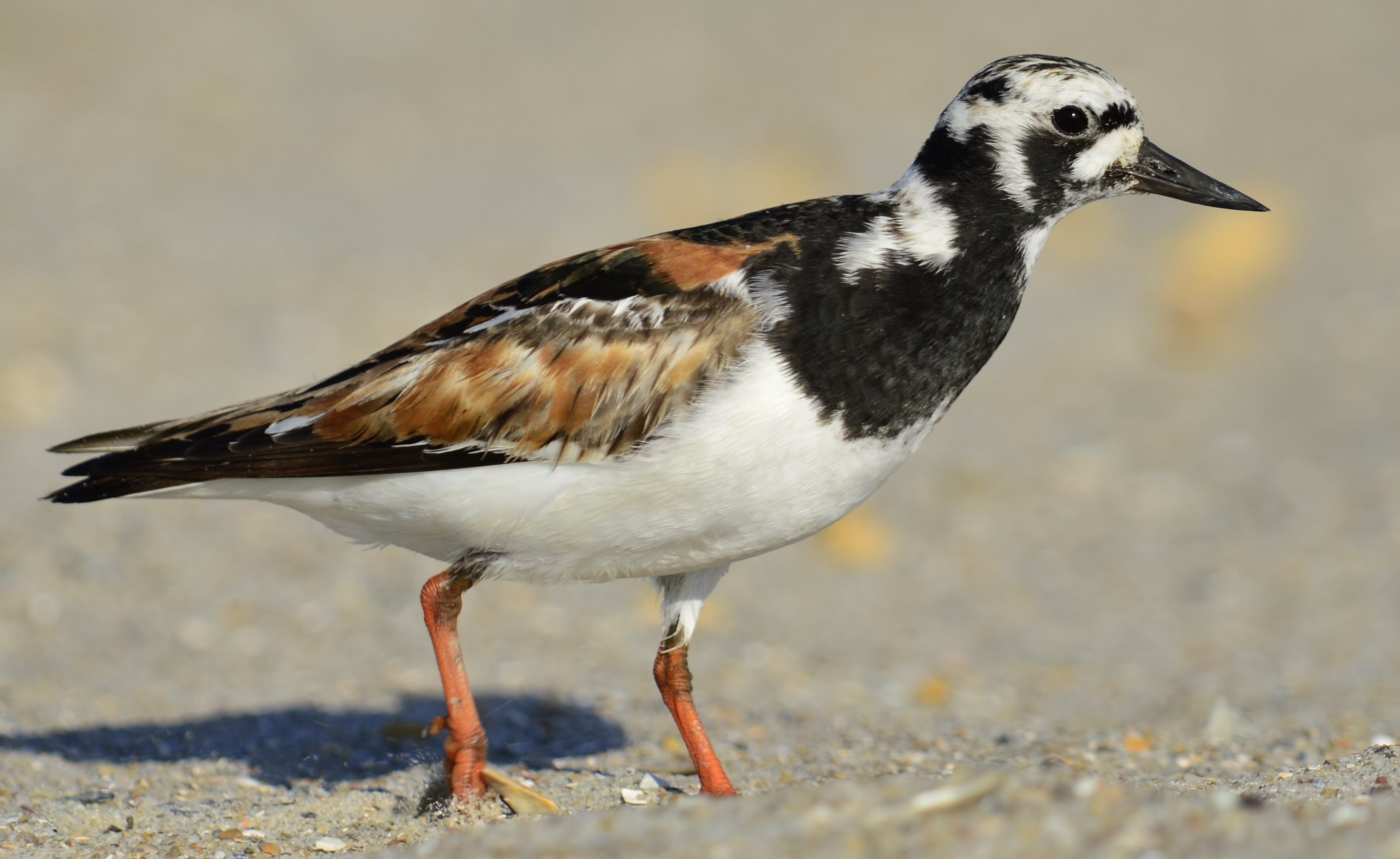
Em Bald Head Island, North Carolina
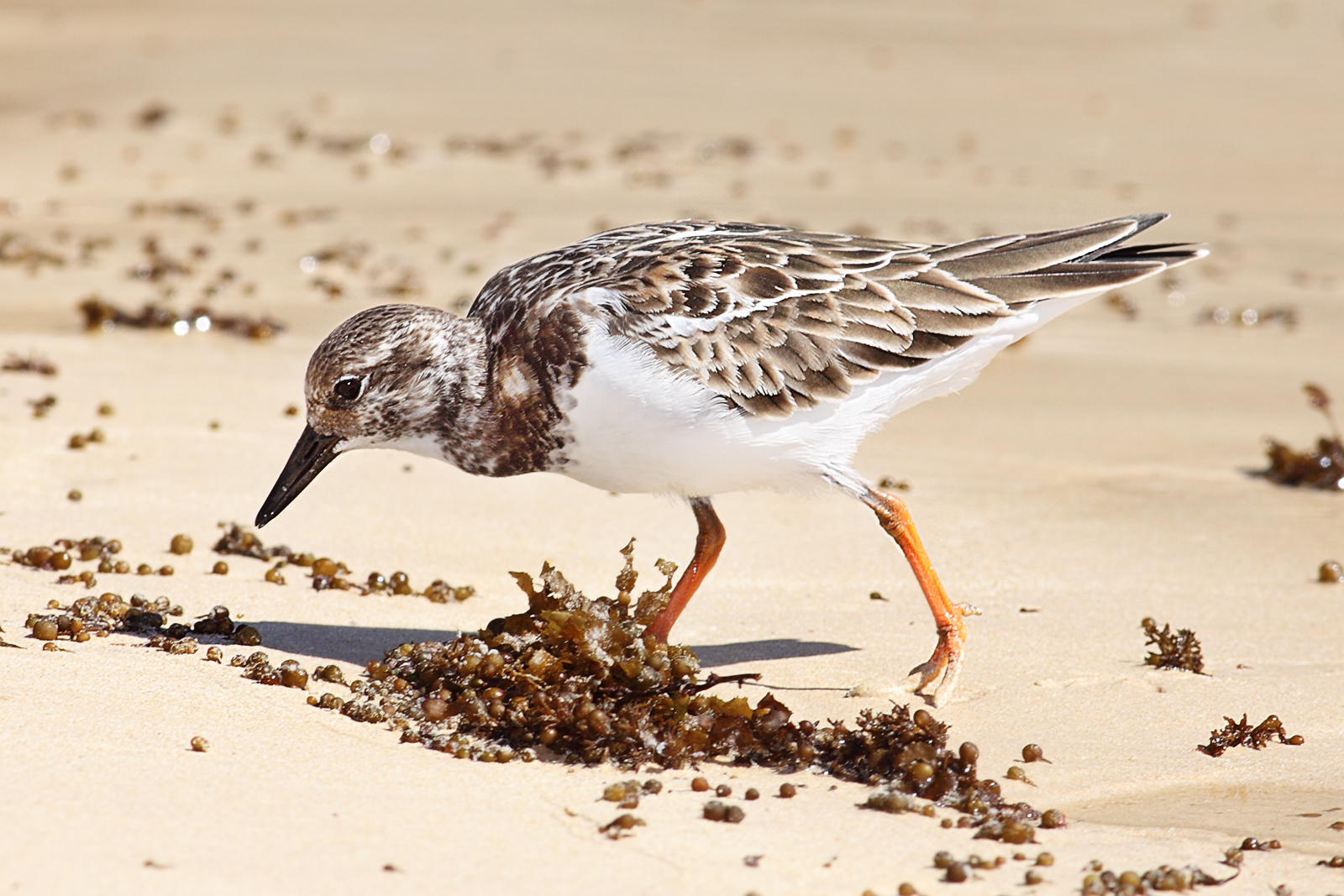
Na ilha Floreana, Galápagos.
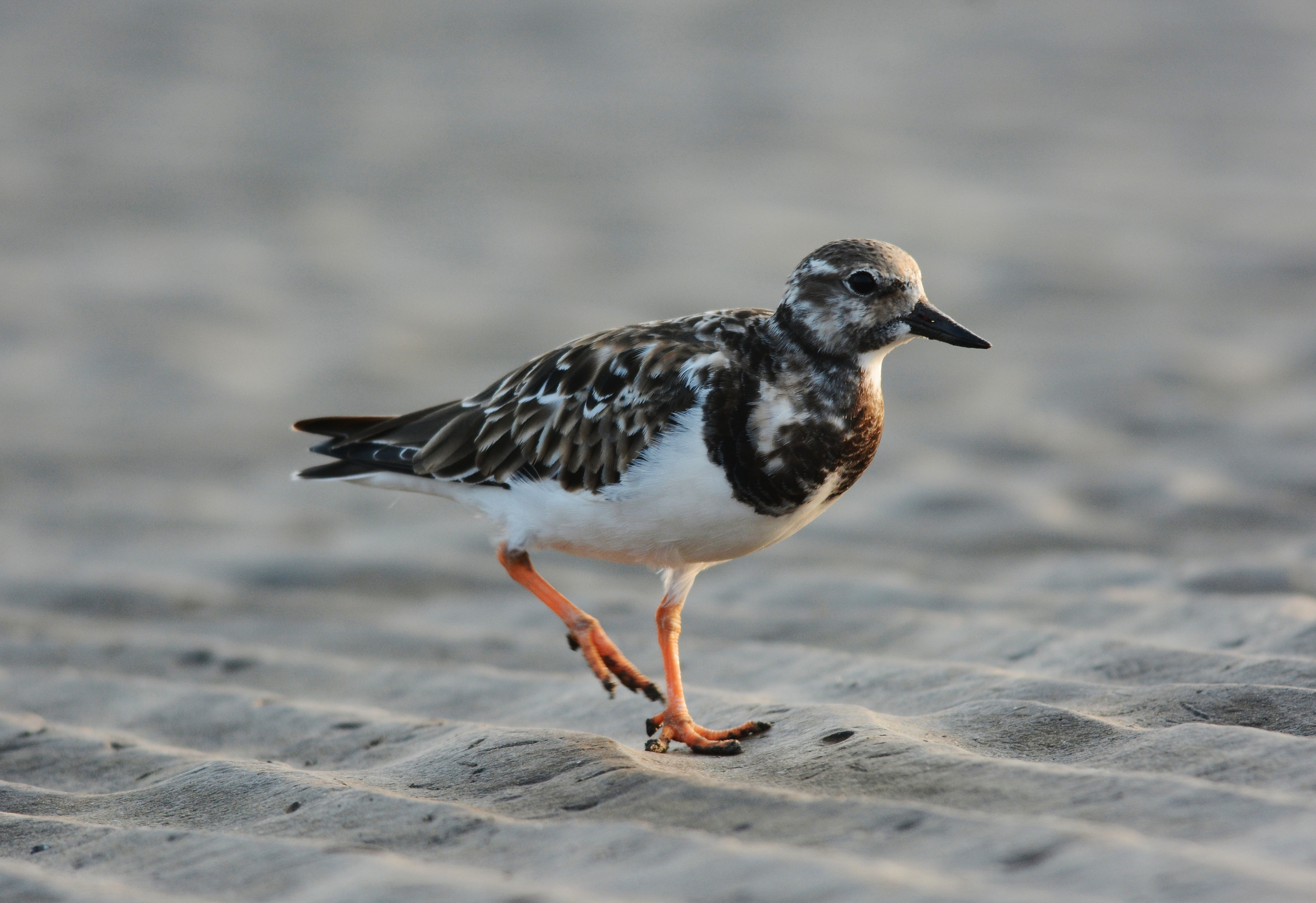
Na Índia.
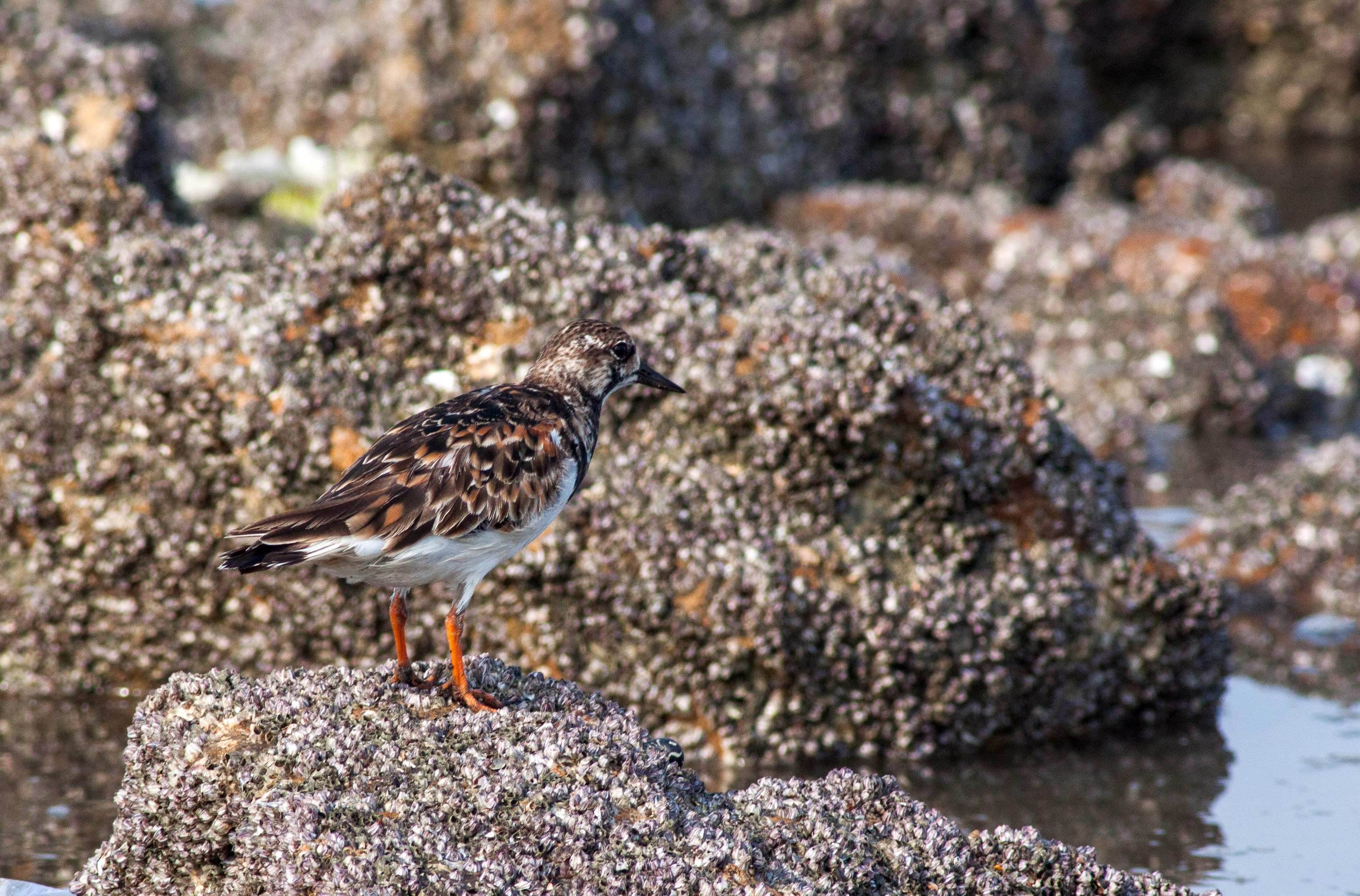
Em Vasai, Maharashtra, Índia (no mês de dezembro).
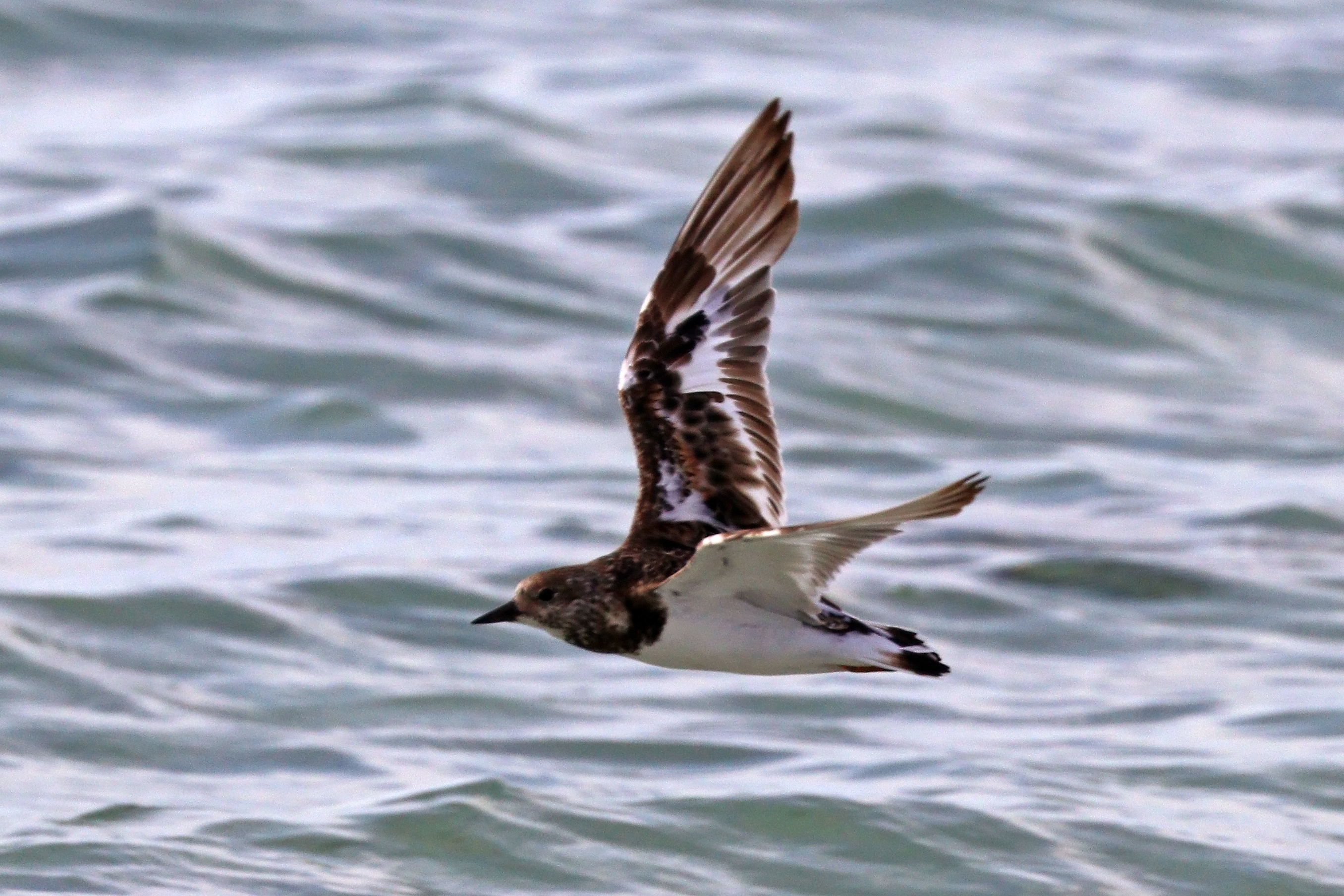
Em voo, plumagem não reprodutora, ao largo de Madagáscar.